# SN 2006ag
SN 2006ag – supernowa typu IIn odkryta 9 lutego 2006 roku w galaktyce A120017+2836. W momencie odkrycia miała maksymalną jasność 17,90m.